# Municipio de Guaymas
El municipio de Guaymas es uno de los 72 municipios que constituyen el estado mexicano de Sonora. Se localiza en el sur del estado en la costa del golfo de California y en la zona metropolitana homónima al municipio, su cabecera y localidad más habitada es la ciudad y puerto de Heroica Guaymas, mientras que otras localidades importantes son Vícam, Pótam, San Carlos, Guásimas de Belém, Santa Clara, Ortiz, Guadalupe, Tórim, entre otras. Fue nombrado municipio por primera vez el 31 de octubre de 1825, cuando Sonora aún formaba parte del Estado de Occidente.
Según el Censo de Población y Vivienda realizado en 2020 por el Instituto Nacional de Estadística y Geografía (INEGI), el municipio tiene un total de 156,863 y posee una superficie de 7,945.6 km². Su producto interno bruto per cápita es de USD 11,808 y su índice de desarrollo humano (IDH) es de 0.7704. Como a la mayoría de los municipios de Sonora, el nombre se le dio por su cabecera municipal.

## Historia

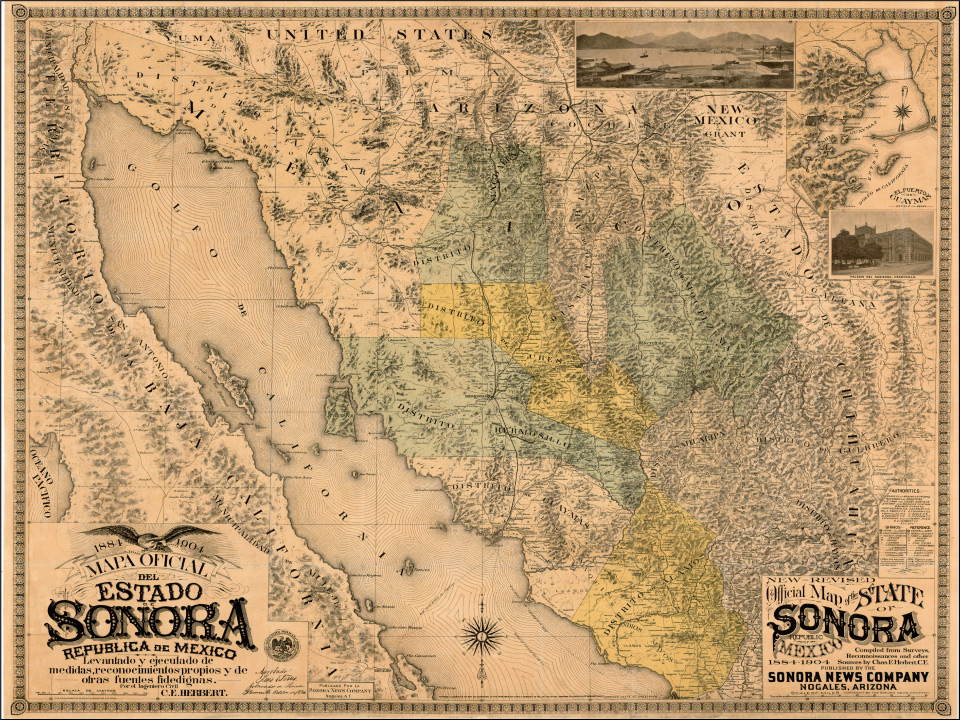
Distrito de Guaymas en 1904.

14 de abril de 1825, se decretó que las villas de San José y San Fernando de Guaymas serían un solo municipio.

En 1837 se le confirma como puerto de altura, el 13 de julio de 1859 se le otorga el título de ciudad.

El 13 de julio de 1854 se libra la batalla de Guaymas, donde alrededor de 400 soldados de origen francés en su mayoría, provenientes de San Francisco, California, atacaron al ejército mexicano presente en la zona. Comandados por el conde francés Gaston de Raousset-Boulbon, quien fue derrotado por el General José María Yáñez y el Coronel Ignacio R. Alatorre.

En 1862 el congreso local decreta “la ciudad de Guaymas se denomina en lo sucesivo Guaymas de Zaragoza”.

En 1935 se le concede a la ciudad y Puerto de Guaymas de Zaragoza, el título de Heroica, por la acción de armas del 13 de julio de 1854, en la defensa del puerto frente a la invasión francesa.

### Pérdidas de territorio municipal

#### Bácum
Después de la promulgación de la Constitución de 1857, tuvo la categoría de municipalidad Adscrita al Distrito de Guaymas, hasta que estos Distritos fueron desaparecidos en 1917.

#### Empalme
El territorio que hoy ocupa el municipio de Empalme estuvo ocupado desde tiempos prehispánicos por los Indios Yaquis quienes habitaron la ranchería del Cochórit.
Nació como comisaría de Guaymas desde 1905 y fue cabecera municipal en 1937.
En 1940 es nuevamente incorporada al municipio de Guaymas como comisaría.
1953 se erige de nuevo en municipio.

#### San Ignacio Río Muerto
La Colonia Agrícola Militar "Río Yaqui", se crea mediante resolución presidencial del 6 de junio de 1911, beneficiando a 72 colonos con una superficie de 5,220 hectáreas.
El 22 de enero de 1944 se asientan los primeros contingentes de lo que será la zona urbana de la colonia.
En realidad, este territorio se divide en tres secciones: 1; San Ignacio Río Muerto (actualmente sede del Palacio de Gobierno).
2; Colonia Militar, habitada en su mayoría por la Etnia Yaqui.
3; Zona Urbana Jacinto López, subdividida a su vez en 3 ejidos- Chumampaco, Ignacio Zaragoza y El Pensador Mexicano... (datos actuales 2018).
En noviembre de 1949, queda integrado al municipio de Guaymas, a través de la Ley Número Cuatro.
El 26 de diciembre de 1996, mediante la Ley número 254 publicada en el Boletín Oficial del Gobierno del Estado se designa como Municipio Libre la comisaría de San Ignacio Río Muerto, siendo gobernador el licenciado Manlio Fabio Beltrones Rivera.

## Geografía
El municipio de Guaymas se encuentra ubicado en la zona central de la costa del estado Sonora, tiene una extensión territorial de 12,208.18 kilómetros cuadrados que equivalen al 6.58 % del total del territorio del estado.

### Límites municipales
Tiene límites administrativos con los siguientes municipios o accidentes geográficos, según su ubicación:
| Noroeste: Hermosillo       | Norte: Hermosillo, La Colorada                            | Nordeste: La Colorada, Suaqui Grande |
| Oeste: Golfo de California |                                                           | Este: Cajeme, Bácum                  |
|                            | Sur: Golfo de California, Empalme, San Ignacio Río Muerto |                                      |

### Hidrografía
El municipio cuenta con los ríos: Matape, Bacatete, cuenta con la Presa Ignacio R. Alatorre conocida como "Punta de Agua" y el represo de agua caliente en Vícam con capacidad de extracción de 15 millones 300 mil metros cúbicos de agua y 345 kilómetros de canales de conducción revestidos.

### Topografía
La mayor parte de su territorio es plano, inclinado de este a oeste y termina a orillas del golfo de California. Sus principales elevaciones son las serranías del Bacatete, Santa Úrsula, San José, San Pedro, Luis Blanca y los cerros del Vigía, su litoral es montañoso en la parte media donde se encuentra la ciudad de Guaymas, en las zonas norte y sur las playas son bajas y arenosas.
La geología del suelo está conformada por capas de los siguientes periodos: Cuaternario (55.05%), Terciario (40.16%), Cretácico (2.95%), No definido (1.12%), Paleógeno (0.64%), Neógeno (0.06%) y No aplicable (0.02%).
El suelo se compone por rocas de los siguientes tipos: aluvial (41.39%), lacustre (3.40%), palustre (0.61%), eólico (0.04%).
Ígnea extrusiva: riolita-toba ácida (16.85%), basalto (9.52%), riolita (3.15%), andesita (1.48%), toba ácida (0.85%), brecha volcánica básica (0.09%), andesita-toba intermédia (0.08%), traquita-andesita (0.05%), dacita (0.03%), basalto (0.02%).
Sedimentaria: conglomerado (19.11%), lutita-arenisca (0.64%), limolita-arenisca (0.60%), caliza (0.17%), arenisca (0.16%), limolita-caliza (0.15%) Ígnea intrusiva: gabro (1.39%), granodiorita (0.20 %) y No aplicable (0.02 %)).
Cuenta con un volcán inactivo en las coordenadas 28°9′14.04″ N y 111°9′56.34″ O en la denominada sierra El Aguaje.
Se produce a baja escala grafito y en menores cantidades oro, plata y plomo en dos minas cerca de la Presa Ignacio R. Alatorre.

## Clima
Este municipio cuenta con un clima seco muy cálido del tipo BW(h`)w(e), con un promedio de 15.1 °C como media mínima y 32.5 °C como media máxima, aunque sus extremos pueden variar de -1.5 °C en ciertos lugares del municipio y llegar hasta los 46 °C a la sombra.
Según el Servicio Meteorológico Nacional en la Estación de Monitoreno Guaymas-Empalme los datos estadísticos de 1951-2000 son los siguientes:
| Parámetros climáticos promedio de Guaymas (1951-2010) | Parámetros climáticos promedio de Guaymas (1951-2010) | Parámetros climáticos promedio de Guaymas (1951-2010) | Parámetros climáticos promedio de Guaymas (1951-2010) | Parámetros climáticos promedio de Guaymas (1951-2010) | Parámetros climáticos promedio de Guaymas (1951-2010) | Parámetros climáticos promedio de Guaymas (1951-2010) | Parámetros climáticos promedio de Guaymas (1951-2010) | Parámetros climáticos promedio de Guaymas (1951-2010) | Parámetros climáticos promedio de Guaymas (1951-2010) | Parámetros climáticos promedio de Guaymas (1951-2010) | Parámetros climáticos promedio de Guaymas (1951-2010) | Parámetros climáticos promedio de Guaymas (1951-2010) | Parámetros climáticos promedio de Guaymas (1951-2010) |
| Mes                                                   | Ene.                                                  | Feb.                                                  | Mar.                                                  | Abr.                                                  | May.                                                  | Jun.                                                  | Jul.                                                  | Ago.                                                  | Sep.                                                  | Oct.                                                  | Nov.                                                  | Dic.                                                  | Anual                                                 |
| ----------------------------------------------------- | ----------------------------------------------------- | ----------------------------------------------------- | ----------------------------------------------------- | ----------------------------------------------------- | ----------------------------------------------------- | ----------------------------------------------------- | ----------------------------------------------------- | ----------------------------------------------------- | ----------------------------------------------------- | ----------------------------------------------------- | ----------------------------------------------------- | ----------------------------------------------------- | ----------------------------------------------------- |
| Temp. máx. abs. (°C)                                  | 36.0                                                  | 40.0                                                  | 40.0                                                  | 41.0                                                  | 45.0                                                  | 45.5                                                  | 46.0                                                  | 46.0                                                  | 44.0                                                  | 42.0                                                  | 40.0                                                  | 33.0                                                  | 41.5                                                  |
| Temp. máx. media (°C)                                 | 29.5                                                  | 29.8                                                  | 31.6                                                  | 34.4                                                  | 38.3                                                  | 40.2                                                  | 39.8                                                  | 39.6                                                  | 39.6                                                  | 36.8                                                  | 32.7                                                  | 28.7                                                  | 32.5                                                  |
| Temp. media (°C)                                      | 16.8                                                  | 17.6                                                  | 19.2                                                  | 21.8                                                  | 25.3                                                  | 29.4                                                  | 31.4                                                  | 30.7                                                  | 29.5                                                  | 25.4                                                  | 21.5                                                  | 16.9                                                  | 23.8                                                  |
| Temp. mín. media (°C)                                 | 6.3                                                   | 6.0                                                   | 7.3                                                   | 7.8                                                   | 12.2                                                  | 18.3                                                  | 22.8                                                  | 18.3                                                  | 19.9                                                  | 15.1                                                  | 9.6                                                   | 6.2                                                   | 15.1                                                  |
| Temp. mín. abs. (°C)                                  | 2.0                                                   | 0.0                                                   | 0.0                                                   | 3.0                                                   | 5.0                                                   | 8.0                                                   | 18.0                                                  | 7.0                                                   | 14.0                                                  | 8.0                                                   | 2.0                                                   | 0.0                                                   | 0.0                                                   |
| Precipitación total (mm)                              | 13.0                                                  | 6.5                                                   | 0.0                                                   | 1.0                                                   | 0.5                                                   | 2.7                                                   | 54.3                                                  | 48.2                                                  | 77.8                                                  | 7.0                                                   | 5.7                                                   | 4.0                                                   | 220.7                                                 |
| Días de precipitaciones (≥ 0.1 mm)                    | 1.0                                                   | 0.8                                                   | 0.0                                                   | 0.1                                                   | 0.1                                                   | 0.4                                                   | 4.3                                                   | 3.1                                                   | 2.9                                                   | 1.1                                                   | 0.8                                                   | 0.5                                                   | 15.1                                                  |
| Fuente: Servicio Meteorológico Nacional               |                                                       |                                                       |                                                       |                                                       |                                                       |                                                       |                                                       |                                                       |                                                       |                                                       |                                                       |                                                       |                                                       |

## Biodiversidad

### Flora
En todo el territorio municipal se encuentra vegetación tipo mezquital, al centro del municipio se pueden localizar vegetación del tipo matorral subinerme. En los límites con el municipio de Empalme se localiza un área para agricultura de riego.

### Fauna
En lo relativo a la fauna del municipio predomina: sapo y sapo toro, tortuga del desierto, cachora, camaleón, coralillo, chicotera, víbora sorda, de cascabel, cahuama, víbora de mar, venado bura, venado cola blanca, borrego cimarrón, puma, lince, coyote, jabalí, mapache, ardilla, tlacuache, juancito, ratón de campo, rata cerdosa algodonera, iguana, tórtola, paloma morada, lechuza, tecolote cornudo, carpintero de arizona, cuervo cuello blanco, toro negro, garcita verde, pato prieto, zorra gris entre muchas otras especies.

### Zonas protegidas
Se encuentran las reservas Estero del Soldado, Isla San Pedro Nolasco, Cajón del Diablo y Cañón de Nacapule con especies endémicas.

## Demografía
De acuerdo a los resultados del Censo de Población y Vivienda realizado en 2020 por el Instituto Nacional de Estadística y Geografía (INEGI), la población total del municipio es de 156,863 habitantes; con una densidad poblacional de 19.7 hab/km², y ocupa el puesto 6° en el estado por orden de población. Del total de pobladores, 77,987 son hombres y 78,876 son mujeres. En 2020 había 61,162 viviendas, de las cuales 17,283 estaban bajo el cargo de una mujer. Del total de los habitantes, 12,381 personas mayores de 3 años (7,89% del total municipal) habla alguna lengua indígena; mientras que 1240 habitantes (0,79%) se consideran afromexicanos o afrodescendientes.
El 78,34% del municipio pertenece a la religión católica, el 10,32% es cristiano evangélico/protestante o de alguna variante y el 0,05% es de otra religión, mientras que el 11,07% no profesa ninguna religión.

### Localidades
El municipio de Guaymas tiene un total de 351 localidades, las principales y su población en 2020 son las que a continuación se enlistan:
| Localidad                  | Población |
| Total Municipio            | 156,863   |
| Heroica Guaymas            | 117,253   |
| Vícam (Switch)             | 9,392     |
| Pótam                      | 7,044     |
| San Carlos (Nuevo Guaymas) | 2,508     |
| Guásimas de Belém          | 1,959     |
| Santa Clara                | 1,646     |
| Ortiz                      | 1,161     |
| Guadalupe                  | 1,036     |
| Tórim                      | 994       |
| Vícam Pueblo               | 972       |
| Francisco Márquez          | 970       |
| San José de Guaymas        | 941       |
| Triunfo Santa Rosa         | 708       |

Otras pequeñas localidades son: Profesor Graciano Sánchez, Estación Oroz (Oroz), Casas Blancas, General Lázaro Cárdenas, Huiribis, Lomas de Colosio, La Misa, Rahum, Pitahaya (Belem), Baugo (Guásimas), El Castillo, General Felipe Ángeles, Compuertas, Guasimitas, Guadalupe Victoria, Lencho, Casa Azul, El Yaqui, Babojori, La Salvación, La Manga (Campo Pesquero la Manga), Nicolás Bravo, Chumampaco, El Arroyo, Nuevo San Francisco, General Álvaro Obregón, General Esteban Baca Calderón (El Hecho), La Cuadrita, Edmundo Sánchez (El Chorizo), Sonora.

## Servicios
El municipio de Guaymas cuenta con una infraestructura para el transporte consistente en una red carretera de 986.8 kilómetros, de los cuales 118.2 corresponden a la red principal, 184.6 a la red secundaria y 684 kilómetros son caminos rurales o vecinales.
Cuenta además con un ramal de líneas férreas de 4.5 kilómetros, un aeropuerto internacional, 8 aeropistas y un puerto con una longitud total de atraque de 17,602 metros distribuidos entre el puerto de altura y la extensión de atraque para la actividad pesquera.
Por lo que corresponde a las comunicaciones, Guaymas dispone de todos los servicios públicos que ofrece el sector, incluyendo aquellos destinados a la navegación marítima. Particularmente los servicios de correo y telégrafos que cuentan con 5 oficinas, siendo notoria la falta de agencias, sobre todo para atender las localidades mayores de 500 habitantes.
En lo referente a calles, la cobertura de pavimentos en la cabecera municipal se estima que el 55 por ciento y más del 70 por ciento de las pavimentadas necesitan rehabilitarse.
En alumbrado público, la cobertura se estima que es del 68 por ciento, lo cual incluye el rezago parcial en áreas urbanas y en localidades rurales.
Cuentan con el servicio de energía eléctrica 124,400 habitantes, lo que representa una cobertura del 95.5 por ciento de la población total del municipio.
Al inicio del ciclo escolar 1997-1998 estaban en operación 264 escuelas de los diferentes niveles educativos, atendiendo en ellas a 37,659 alumnos; al inicio el período 2000-2001 la población escolar es de 38,863 alumnos. Esto significa un incremento de 1,204 alumnos más con respecto al ciclo de referencia. Cuenta con 3 instituciones de educación superior.

### Electricidad
Guaymas cuenta con una de las dos centrales de producción eléctrica de Sonora "Estación Guaymas II (Carlos Rodríguez R.)" con una capacidad de generación de 484 MW, y 1,403 GWh, actualmente ampliándose, dicha estación esta administrada por la CFE (Comisión Federal de Electricidad).

### Agua potable
La infraestructura de riego para la agricultura además de los 186 pozos, cuenta con la Presa Ignacio R. Alatorre que se ubica en el Valle de Guaymas con capacidad total de 27 millones 700 mil metros cúbicos; y el represo de agua caliente en Vícam con capacidad de extracción de 15 millones 300 mil metros cúbicos de agua y 345 kilómetros de canales de conducción revestidos.

### Turísticos
Guaymas Ofrece muchos atractivos turísticos tales como: golf, snorquel, pesca deportiva, cabalgata, tours ecoturísticos, ciclismo, buceo, kayak, centro histórico entre otras opciones.
Gracias al programa Only Sonora (único en el país) se puede introducir vehículos provenientes de Estados Unidos sin pagar o realizar trámites y permisos, desde Nogales hasta Empalme Sonora.
La zona turística de playa, se ubica al noroeste del puerto, siendo la región de la Bahía de San Carlos (México) y sus alrededores y en menor medida la Bahía de Bacochibampo o Miramar.
Además tiene algunos atractivos arquitectónicos como el templo del Sagrado Corazón, iglesia de San Fernando (siglo XIX), plaza de los tres Presidentes, la plaza de armas, el antiguo banco de Sonora, el monumento al Pescador, monumento a Benito Juárez, el palacio municipal, entre otros.
La festividad más famosa del puerto es el Carnaval, que se celebra en el mes de febrero de cada año desde 1888 y las fiestas del mar bermejo que se celebran en julio para conmemorar la Batalla de Guaymas.
Otro de los atractivos turísticos de Guaymas es el Delfinario de Sonora, donde se encuentra abierta al público además de ofrecer servicios de delfinoterapia.
También Guaymas ha dado un paso más con el turismo, con la llegada de cruceros de la compañía Holland.

#### Hoteleros
La actividad turística genera más de 8,000 empleos, de los cuales 2,700 son directos
Guaymas cuenta con una oferta de hospedaje consistente en 24 establecimientos, entre hoteles, moteles y casas de huéspedes; con un total de 1,801 habitaciones.
Cuenta además, con 4 condominios turísticos, 2 marinas con espacios para dar albergue a 798 embarcaciones y 5 campos para remolques con un total de 729 espacios.

### Comunicaciones

#### Terrestres

##### Carreteras
El municipio de Guaymas cuenta con una infraestructura para el transporte consistente en una red carretera de 986.8 kilómetros, siendo la Carretera Federal 15 principal línea de comunicación, de los cuales 118.2 corresponden a la red principal, 184.6 a la red secundaria y 684 kilómetros son caminos rurales o vecinales.

##### Ferrocarril
Cuenta con un ramal de líneas férreas de 4.5 kilómetros, vías que son conectadas desde el puerto a la ciudad ferrocarrilera de Empalme, dando salida a todos los productos provenientes del mar o de vía terrestre.

#### Marítima
Cuenta con:

Un Puerto Comercial

Un Puerto Turístico donde se recibe la llegada de cruceros de la compañía Holland

Con la Cuarta Zona Naval Militar

Con un Ferry a Baja California

Varios Astilleros

#### Aérea
Aeropuerto Internacional General José María Yáñez

## Economía
Principal productor y exportador de miel de abeja en México, contando con calidad y reconocimiento internacional.

### Pesca
Es la actividad más importante y principal fuente de ingresos; con gran capacidad instalada para captura, transformación y comercialización.
La pesca guaymense ocupa a 11,800 personas en la captura y otras 325 se dedican a la acuacultura. Aporta el 70 por ciento de la producción pesquera total estatal, siendo las principales especies capturadas, la sardina, el camarón y el calamar.
Se tiene 175 kilómetros de litoral donde se forman Bahías importantes como la de Guaymas, Lobos, San Carlos (México) y la Herradura. El municipio cuenta con más del 83% de los muelles que operan en el Estado.
La flota está compuesta de 359 embarcaciones camaroneras, 32 sardineras, 3 escameras y 910 embarcaciones menores, para un total de 1,304.
El 55 por ciento de las capturas se comercializa en el Estado y el resto, es decir, el 45 por ciento tiene como destino final el mercado nacional y el exterior, a este último, se envía principalmente camarón que tiene un alto precio en el mercado internacional, lo que hace a la pesca guaymense muy dependiente de las condiciones de este mercado.
La población de pescadores en comunidades ribereñas tiene su ascendencia en un 80 por ciento en la misma región en que se localiza la comunidad; el resto proviene de otras localidades del Estado y alrededor del 5 por ciento de otros estados, particularmente de Sinaloa y Nayarit.
Hoy en día la pesca ha dejado de ser considerada la actividad principal generadora de empleo y que proveía de buenos recursos económicos a la mayoría de la población Guaymense, esto por falta de interés y de inversíon del gobierno a su vez la llegada de plantas maquiladoras industriales han acaparado la gran demanda de empleos contratando mano de obra barata.

### Agricultura
La infraestructura de riego para la agricultura además de los 186 pozos, cuenta con la Presa Ignacio Alatorre que se ubica en el Valle de Guaymas con capacidad total de 27 millones 700 mil metros cúbicos; y el represo de agua caliente en Vícam con capacidad de extracción de 15 millones 300 mil metros cúbicos de agua y 345 kilómetros de canales de conducción revestidos.
La agricultura en el municipio se desarrolla en una superficie total de 42,291 hectáreas de las cuales 22,000 hectáreas se ubican en las comunidades Yaquis y el valle de Guaymas cuenta con 17,296 hectáreas de riego y 2,995 hectáreas de humedad o temporal.
Los principales cultivos son: trigo, soya, cártamo, maíz, algodón y algunas hortalizas y frutales como la calabaza y la sandía.
La superficie cultivada presentó un decremento del 2.3 por ciento en promedio anual durante los últimos 5 años, pasando de 51,850 hectáreas a 42,291 en el ciclo 1993-1994, comportamiento que se vio influenciado principalmente por la disminución en los cultivos de cártamo y ajonjolí en ese orden de importancia.
No obstante que la superficie agrícola cultivada decreció en los últimos 5 años, el volumen de la producción creció a una tasa media anual de 2.5 por ciento al pasar de 233 mil 980 toneladas en el ciclo 1989-1990 a 258 mil 525 toneladas en el ciclo 1993-1994, crecimiento que se fundó en mejores rendimientos de cultivos, tales como: soya y maíz entre otros.

### Ganadería
En la actividad pecuaria, la ganadería bovina con 72,875 cabezas es la más importante, siguiéndole la explotación de ganado caprino con 20,088 vientres, aves y otras especies menores.
La producción de carne bovina, leche y huevo presentaron un decremento entre 1990 y 1995, al decrecer los primeros, de 81,830 a 72,875 cabezas, en tanto que la producción de carne porcina y de ave crecieron.
Existen recursos subutilizados que con apoyos adecuados pueden generar ingresos significativos mediante la integración agropecuaria llevando a cabo cultivos de forrajes en zonas agrícolas para su cosecha por pastoreo de ganado productor de carne y leche, inversiones en la industrialización de carne y leche, con apoyo a la rehabilitación y modernización del rastro y pasteurizadoras.
Así como el desarrollo de la caprinocultura específicamente en agostadero que por su topografía y vegetación resultan poco favorables al ganado bovino.

### Industria
La industria manufacturera de producción de alimentos de origen pesquero, tanto para consumo humano como animal, sobresale como la principal rama de actividad.
La planta industrial pesquera consiste de 5 enlatadoras, 8 harineras y 12 congeladoras, todas ubicadas en el Puerto de Guaymas.
En los últimos 3 años la ocupación de esta rama de actividad disminuyó de 4,153 empleos a 2,153, es decir, presentó una tasa decreciente del 28 por ciento en promedio anual.
Así mismo, el Puerto de Guaymas ha tenido un importante crecimiento en el sector maquilador del ramo aeroespacial ubicando a Sonora como el tercer mayor proveedor para dicha industria, al igual que la industria aeroespacial también la región ha tenido un importante crecimiento en inversíon automotriz y médica, por su cercanía con la frontera Guaymas se ha convertido en un lugar muy atractivo para la inversión extranjera en los últimos años.
En la industria de la construcción existen 32 empresas que se dedican a la edificación de viviendas e inmuebles en general y otras 10 a la construcción y reparación de embarcaciones; las primeras generan un total de 300 empleos y las segundas 559 empleos, entre mano de obra de planta y eventual.

### Turismo
Guaymas Ofrece muchos atractivos turísticos tales como: Golf, snorquel, pesca deportiva, cabalgata, tours ecoturísticos, ciclismo, buceo y kayak. [cita requerida]
Gracias al programa Only Sonora, único en el país, se puede introducir vehículos provenientes de Estados Unidos sin pagar o realizar trámites y permisos, desde Nogales hasta Empalme.
La zona turística de playa, se ubica al noroeste del puerto, siendo la región de la Bahía de San Carlos (México) y sus alrededores y en menor medida la Bahía de Bacochibampo o Miramar.
Además tiene algunos atractivos arquitectónicos como el templo del Sagrado Corazón, iglesia de San Fernando (siglo XIX), plaza de los Tres Presidentes, la plaza de Armas, el antiguo Banco de Sonora, el monumento al pescador, monumento a Benito Juárez, el Palacio Municipal, entre otros.

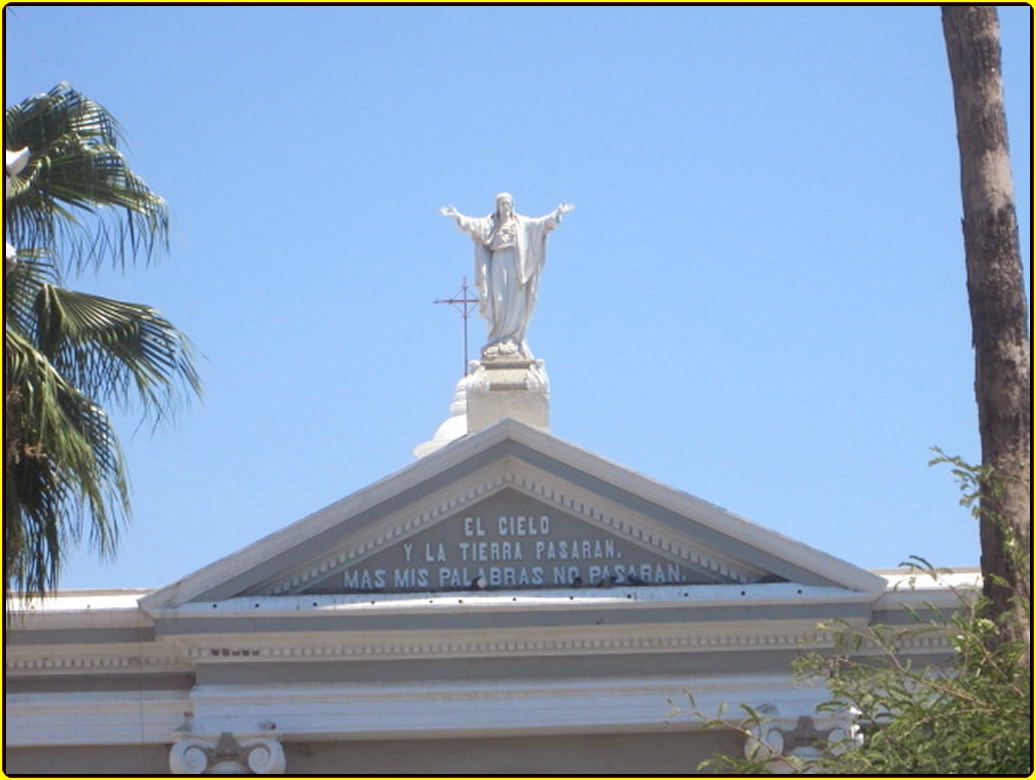
Parroquia San Fernando, Guaymas Sonora.

Entre los atractivos ecoturísticos se encuentran las reservas Estero del Soldado, Isla San Pedro Nolasco, Cajón del Diablo y cañón de nacapule con especies endémicas.
La festividad más famosa del puerto es el Carnaval, que se celebra en el mes de febrero de cada año desde 1888 y las fiestas del mar Bermejo que se celebran en julio para conmemorar la Batalla de Guaymas.
Otro de los atractivos turísticos de Guaymas es el Delfinario de Sonora, donde se ofrecen servicios de delfinoterapia.
La actividad turística genera más de 8,000 empleos, de los cuales 2,700 son directos. Guaymas cuenta con una oferta de hospedaje consistente en 24 establecimientos, entre hoteles, moteles y casas de huéspedes; con un total de 1,801 habitaciones.[cita requerida]
Cuenta además, con 4 condominios turísticos, 2 marinas con espacios para dar albergue a 798 embarcaciones y 5 campos para remolques con un total de 729 espacios.
Se implementan las carreras técnicas en preparatorias del puerto para preparar a los ciudadanos, para emprender el concepto de turismo en la comunidad.
La Ocupación Hotelera en Guaymas-San Carlos tiene un promedio de 41.8 anual, llegando al 100% en fechas críticas, lo que mantiene a Guaymas como un punto focal en el turismo Sonorense.

## Educación

#### Universidades
- Instituto Tecnológico Superiores de Monterrey Archivado el 20 de agosto de 2008 en Wayback Machine.
- Instituto Tecnológico de Sonora
- Instituto Tecnológico de Guaymas Archivado el 13 de diciembre de 2009 en Wayback Machine.
- Universidad del Desarrollo Profesional Archivado el 8 de mayo de 2008 en Wayback Machine.
- Centro de estudios Universitarios Vizcaya de las Américas
- Universidad Interamericana de Guaymas Archivado el 17 de agosto de 2016 en Wayback Machine.

## Política
El gobierno del municipio es ejercido por el Ayuntamiento, que es elegido por voto universal, directo y secreto para un periodo de tres años que no pueden ser reelegidos para el periodo inmediato pero si de forma no continua, el ayuntamiento lo conforman el presidente municipal, el síndico y el cabildo formado por veinte regidores, doce electos por mayoría y ocho por el principio de representación proporcional; todos entran a ejercer su cargo el día 16 de septiembre del año en que se llevó a cabo su elección.

### Representación legislativa
Para la elección de diputados locales al Congreso de Sonora y de diputados federales a la Cámara de Diputados de México el municipio de Guaymas se encuentra integrado en los siguientes distritos electorales:
Local:
- XIII Distrito Electoral Local de Sonora con cabecera en Guaymas.
- XIV Distrito Electoral Local de Sonora con cabecera en Empalme.

Federal:
- IV Distrito Electoral Federal de Sonora con cabecera en Guaymas.[20]

### Presidentes municipales

#### Presidentes municipales de 1825 a 1889
| Período     | Cargo                | Nombre                            | Esposa                                 |
| ----------- | -------------------- | --------------------------------- | -------------------------------------- |
| 1825 – 1826 | Presidente           | Bonifacio Basozábal               | Balvaneda Lujan Fontes                 |
| 1826 – 1827 | Presidente           | Mateo Uruchurtu Eugurlude         | Dolores Díaz Gámez                     |
| 1827 – 1828 | Presidente           | Juan García Aravi                 | Mariana Sosa                           |
| 1828 – 1829 | Presidente           | André Desse                       |                                        |
| 1832 – 1833 | Juez de paz          | Liberato Ortiz De la Torre        | Balvaneda Araiza                       |
| 1833 – 1834 | Juez de paz          | Thomas Spence Suther              | María de la Luz Valenzuela y Sosa      |
| 1834 – 1835 | Juez de paz          | Santiago Campillo Gallardo        | María Díaz                             |
| 1835 – 1836 | Juez de paz          | Manuel Rodríguez Yñigo-Ruiz       | Elena Bustamante Encinas               |
| 1836 – 1837 | Juez de paz          | Manuel Paredes                    | María de la Luz Velasco                |
| 1837 – 1839 | Juez de paz          | José S. Iglesias                  |                                        |
| 1839 – 1840 | Juez de paz          | Cosme de Echevarria               | María Mazón                            |
| 1840 – 1842 | Juez de paz          | Pedro Félix                       |                                        |
| 1842 – 1843 | Juez de paz          | Joaquín Loustaunau García         | Josefa Andrade Félix                   |
| 1843 – 1844 | Juez de paz          | Bartolomé de Arce                 |                                        |
| 1844 – 1845 | Juez de paz          | José Pesqueira Bustamante         | María López                            |
| 1845 – 1846 | Presidente           | Thomas Spence Suther              | María de la Luz Valenzuela y Sosa      |
| 1846 – 1848 | Presidente           | José Sandoval Urrea               | Anna Ortiz Velasco                     |
| 1848 – 1851 | Prefecto de Distrito | Cayetano Navarro Fontes           | Trinidad Montijo Carpena               |
| 1851 – 1852 | Presidente           | Juan Saavedra                     | Josefa Molina                          |
| 1852 – 1854 | Presidente           | Francisco Irigoyen García Noriega | Dolores Orcí Méndez                    |
| 1855 – 1856 | Presidente           | Antonio Campuzano                 | Josefa Noriega                         |
| 1856 – 1856 | Presidente           | Juan Basozábal Luján              | Magdalena Díaz                         |
| 1856 – 1857 | Presidente           | José Pesqueira Bustamante         | María López                            |
| 1857 – 1858 | Presidente           | Fernando Cubillas Yñigo-Ruiz      | Dolores Loustaunau Andrade             |
| 1858 – 1860 | Presidente           | Tomás Robinson Ybarra             | María Dolores Yruretagoyena Yñigo-Ruiz |
| 1860 – 1861 | Prefecto de Distrito | Jesús E. Nuño                     |                                        |
| 1861 – 1863 | Presidente           | Ignacio Castro Bernal             | Adelaida Loustaunau Andrade            |
| 1863 – 1864 | Presidente           | Casimiro Hugues De Anza           | Juana Bojórquez López de Jerez         |
| 1864 – 1865 | Prefecto de Distrito | Tomás Robinson Ybarra             | María Dolores Yruretagoyena Yñigo-Ruiz |
| 1865 – 1866 | Prefecto Imperial    | Santiago Campillo Landavazo       | Carmen Centeno Campillo                |
| 1866 – 1867 | Presidente           | Jesús Leyva                       | Tomasa Jordan                          |
| 1867 – 1870 | Prefecto de Distrito | Próspero Salazar Bustamante       | Gumersinda Álvarez                     |
| 1870 – 1875 | Prefecto de Distrito | Wenceslao Martínez                | Dominga Molina                         |
| 1874 – 1875 | Presidente           | Juan Alfredo Robinson Ybarra      | Ángela Figueroa Castelo                |
| 1875 – 1876 | Presidente           | Tomás Spence y Valenzuela         | Carmen García Araví Sosa               |
| 1876 – 1877 | Presidente           | Plutarco Elías Lucero             | María Jesús Campuzano Noriega          |
| 1877 – 1879 | Presidente           | Cirilo Ramírez                    | Elisa Washington                       |
| 1879 – 1882 | Prefecto de Distrito | Ricardo Carricarte                |                                        |
| 1882 – 1883 | Presidente           | Gabriel Corella Quiroga           | Genoveva Rubio Escobosa                |
| 1883 – 1884 | Presidente           | Fernando Astiazarán Yñigo-Ruiz    | Dolores Gándara De Aguilar             |
| 1884 – 1885 | Presidente           | Eduardo Gaxiola Gil Lamadrid      | Catalina Gayou Ortiz de la Torre       |
| 1885 – 1886 | Prefecto de Distrito | José Andrés Rivero                | Amparo Ramis Forjas                    |
| 1886 – 1889 | Presidente           | Francisco Seldner                 | Polina Marcor Basozábal                |

#### Presidentes municipales de 1889 a 2024
| Período                                 | Cargo                            | Nombre                              | Esposa(o)                        | Partido gobernante                                                                      |
| --------------------------------------- | -------------------------------- | ----------------------------------- | -------------------------------- | --------------------------------------------------------------------------------------- |
| 16 de Sep de 1889 - 11 de Jun de 1890   | Presidente                       | Fiacro Quijano                      | Clotilde Sánchez                 |                                                                                         |
| 11 de Jun de 1890 - 15 de Sep de 1897   | Presidente                       | Prisciliano Figueroa                |                                  |                                                                                         |
| 16 de Sep de 1897 - 15 de Sep de 1899   | Presidente                       | Fernando Montijo Bustamante         | Elvira Hugues Encinas            |                                                                                         |
| 16 de Sep de 1899 - 4 de mayo de 1900   | Presidente                       | Rodolfo F. Nieto                    | Rosa Viosca                      |                                                                                         |
| 5 de mayo de 1900 - 1 de Oct de 1900    | Presidente                       | Luis Antonio Martínez Pesqueira     | María Amparo Bustamante Goerlitz |                                                                                         |
| 2 de Oct de 1900 - 24 de mayo de 1902   | Presidente                       | Rodolfo F. Nieto                    | Rosa Vosca                       |                                                                                         |
| 25 de mayo de 1902 - 26 de Sep de 1902  | Presidente                       | Fernando Montijo Bustamante         | Elvira Hugues Encinas            |                                                                                         |
| 27 de Sep de 1902 - 15 de Sep de 1904   | Presidente                       | Eduardo Gaxiola Gil Lamadrid        | Catalina Gayou Ortiz de la Torre |                                                                                         |
| 16 de Sep de 1904 - 22 de Abr de 1905   | Presidente                       | Francisco Fourcade Peridier         | María Jesús Maytorena Pesqueira  |                                                                                         |
| 22 de Abr de 1905 - 16 de Jun de 1905   | Presidente                       | Juan Zenizo Schacfino               | Ignacia Rivera Martínez          |                                                                                         |
| 17 de Jun de 1905 - 15 de Sep de 1905   | Presidente                       | José María Maytorena Arana          | María Luebbert Díaz              |                                                                                         |
| 16 de Sep de 1905 - 15 de Sep de 1906   | Presidente                       | Arturo Morales Monge                | Luisa Camou Camou                |                                                                                         |
| 16 de Sep de 1906 - 15 de Sep de 1907   | Presidente                       | Antonio García                      |                                  |                                                                                         |
| 16 de Sep de 1907 - 18 de Abr de 1909   | Presidente                       | Arturo Morales Monge                | Luisa Camou Camou                |                                                                                         |
| 19 de Abr de 1909 - 15 de Sep de 1910   | Presidente                       | Carlos F. Gutiérrez                 | Francisca Robinson Figueroa      |                                                                                         |
| 16 de Sep de 1910 - 15 de Sep de 1911   | Presidente                       | Carlos F. Gutiérrez                 | Francisca Robinson Figueroa      |                                                                                         |
| 16 de Sep de 1911 - 15 de Sep de 1912   | Presidente                       | Guillermo Escalante Tapia           | Carmen Maytorena Pesqueira       |                                                                                         |
| 16 de Sep de 1912 - 13 de mayo de 1913  | Presidente                       | Matías Alzúa Fregoza                | Isidora Bernal                   |                                                                                         |
| 23 de mayo de 1913 - 17 de Jul de 1914  | Prefecto de Distrito             | Miguel Moreto Cruz                  |                                  |                                                                                         |
| 13 de mayo de 1913 - 02 de Jun de 1914  | Presidente                       | Gilberto Almada Torres              | María Bastón Munguía             |                                                                                         |
| 2 de Jun de 1914 - 13 de Jul de 1914    | Presidente                       | Luis Gontrán Iberri Carpena         | Josefina Bringas Duarte          |                                                                                         |
| 14 de Jul de 1914 - 20 de Jul de 1914   | Presidente                       | Guillermo Escalante Tapia           | Carmen Maytorena Pesqueira       |                                                                                         |
| 21 de Jul de 1914 - 19 de Dic de 1914   | Presidente                       | Matías Alzúa Fregoza                | Isidora Bernal                   |                                                                                         |
| 20 de Dic de 1914 - 15 de Sep de 1915   | Presidente                       | Agustín A. Roa Sierra               | Concepción Bustamante Santacruz  |                                                                                         |
| 16 de Sep de 1915 - 11 de Ago de 1916   | Presidente                       | Rafael Cruz                         |                                  |                                                                                         |
| 12 de Ago de 1916 - 1 de Oct de 1916    | Presidente                       | Ramón Gil Samaniego                 |                                  |                                                                                         |
| 2 de Oct de 1916 - 13 de Oct de 1916    | Presidente                       | Carlos Félix Rubio                  | Mercedes Espriu Oceguera         |                                                                                         |
| 14 de Oct de 1916 - 11 de Feb de 1917   | Presidente                       | Francisco Ramonet Cuen              | Sofía Führken Crespo             |                                                                                         |
| 12 de Feb de 1917 - 8 de Mar de 1917    | Presidente                       | Loreto Valenzuela                   |                                  |                                                                                         |
| 9 de Mar de 1917 - 29 de Dic de 1917    | Presidente                       | Carlos Félix Rubio                  | Mercedes Espriu Oceguera         |                                                                                         |
| 30 de Dic de 1917 - 15 de Sep de 1918   | Presidente                       | Cayetano Navarro León               | Luz Girón Lemas                  |                                                                                         |
| 16 de Sep de 1918 - 15 de Sep de 1919   | Presidente                       | Lorenzo Valenzuela                  |                                  |                                                                                         |
| 16 de Sep de 1919 - 22 de Dic de 1919   | Presidente                       | Severiano Parra Morales             | Josefa García Herreros Corrales  |                                                                                         |
| 22 de Dic de 1919 - 2 de Ene de 1920    | Presidente                       | Manuel Gómez Muñiz                  | Francisca Orduño Vidal           |                                                                                         |
| 2 de Ene de 1920 - 11 de Mar de 1920    | Presidente                       | Severiano Parra Morales             | Josefa García Herreros Corrales  |                                                                                         |
| 12 de Mar de 1920 - 15 de Sep de 1920   | Presidente                       | Loreto Valenzuela                   |                                  |                                                                                         |
| 16 de Sep de 1921 - 15 de Sep de 1922   | Presidente                       | Francisco Barrera Gutiérrez         | Cornelia Gutiérrez               |                                                                                         |
| 16 de Sep de 1922 - 15 de Sep de 1923   | Presidente                       | Rodolfo Garayzar                    |                                  |                                                                                         |
| 16 de Sep de 1923 - 15 de Sep de 1924   | Presidente                       | Francisco Barrera Gutiérrez         | Cornelia Gutiérrez               |                                                                                         |
| 16 de Sep de 1924 - 15 de Sep de 1925   | Presidente                       | Carlos Dávila Zayas                 | María Monteverde Duarte          |                                                                                         |
| 16 de Sep de 1925 - 24 de Mar de 1926   | Presidente                       | Francisco Flores                    |                                  |                                                                                         |
| 24 de Mar de 1926 - 15 de Sep de 1926   | Presidente                       | Ángel Murillo Retamosa              | Cindirila Arnold Encinas         |                                                                                         |
| 16 de Sep de 1926 - 15 de Mar de 1927   | Presidente                       | Ismael F. Pereyra                   |                                  |                                                                                         |
| 16 de Mar de 1927 - 15 de Sep de 1927   | Presidente                       | Antonio Sanders Córdoba             |                                  |                                                                                         |
| 16 de Sep de 1927 - 07 de Oct de 1927   | Presidente                       | Rodolfo Garayzar                    |                                  |                                                                                         |
| 07 de Oct de 1927 - 15 de Sep de 1928   | Presidente                       | Francisco Barrera Gutiérrez         | Cornelia Gutiérrez               |                                                                                         |
| 16 de Sep de 1928 - 10 de mayo de 1929  | Presidente                       | Severiano Parra Morales             | Josefa García Herreros Corrales  | Partido Nacional Revolucionario                                                         |
| 11 de mayo de 1929 - 11 de mayo de 1929 | Presidente                       | Guillermo Escalante Tapia           | Carmen Maytorena Pesqueira       | Partido Nacional Revolucionario                                                         |
| 12 de mayo de 1929 - 5 de Mar de 1930   | Presidente                       | Fernando Campillo Galaz             | Rosaura Vega Almada              | Partido Nacional Revolucionario                                                         |
| 6 de Mar de 1930 - 15 de Sep de 1931    | Presidente                       | Ramón Gil Samaniego                 |                                  | Partido Nacional Revolucionario                                                         |
| 16 de Sep de 1931 - 15 de Sep de 1932   | Presidente                       | Prisciliano V. Dueñas               |                                  | Partido Nacional Revolucionario                                                         |
| 16 de Sep de 1932 - 15 de Sep de 1933   | Presidente                       | Enrique Aguayo Espriu               | Aurora Gayou Leetch              | Partido Nacional Revolucionario                                                         |
| 16 de Sep de 1933 - 15 de Sep de 1935   | Presidente                       | Francisco L. Llano Amaya            | Guadalupe Zaragoza Maytorena     |                                                                                         |
| 16 de Sep de 1935 - 19 de Ene de 1937   | Presidente                       | José Ríos Ríos                      | María Jesús Gutiérrez Valenzuela | Partido Nacional Revolucionario                                                         |
| 19 de Ene de 1937 - 15 de Sep de 1937   | Presidente del Consejo Municipal | Vicente Sanders Córdoba             |                                  | Partido Nacional Revolucionario                                                         |
| 16 de Sep de 1937 - 15 de Sep de 1939   | Presidente                       | Leopoldo Ulloa                      | Belén Nogales                    | Partido Nacional Revolucionario                                                         |
| 16 de Sep de 1939 - 15 de Sep de 1941   | Presidente                       | Francisco Landavazo Encinas         |                                  | Partido de la Revolución Mexicana                                                       |
| 16 de Sep de 1941 - 13 de Mar de 1942   | Presidente                       | Francisco Barrera Gutiérrez         | Cornelia Gutiérrez               | Partido de la Revolución Mexicana                                                       |
| 13 de Mar de 1942 - 15 de Sep de 1943   | Presidente                       | Modesto Valle                       | Guillermina Pedroza              | Partido de la Revolución Mexicana                                                       |
| 16 de Sep de 1943 - 15 de Sep de 1946   | Presidente                       | Carlos Guillermo Randall Cañez      | Guadalupe Vera Cota              | Partido de la Revolución Mexicana                                                       |
| 16 de Sep de 1946 - 18 de Jun de 1948   | Presidente                       | Francisco Fourcade Maytorena        | María Ester Harispuru Martínez   |                                                                                         |
| 18 de Jun de 1948 - 29 de Oct de 1948   | Presidente                       | Salvador M. Salazar                 | Demetria Nieblas                 | Partido de la Revolución Mexicana                                                       |
| 29 de Oct de 1948 - 14 de Jun de 1949   | Presidente                       | Miguel N. Martínez                  |                                  | Partido de la Revolución Mexicana                                                       |
| 14 de Jun de 1949 - 15 de Sep de 1949   | Presidente                       | Juan José Díaz Ferreira             | Rosa Vielledent Cota             | Partido Revolucionario Institucional                                                    |
| 16 de Sep de 1949 - 15 de Sep de 1952   | Presidente                       | José María Ramonet Cuen             | Natalia Valdez De La Portillo    | Partido Revolucionario Institucional                                                    |
| 16 de Sep de 1952 - 15 de Sep de 1955   | Presidente                       | Florencio Zaragoza Maytorena        | Rosa María Peralta Figueroa      | Partido Revolucionario Institucional                                                    |
| 16 de Sep de 1955 - 15 de Sep de 1958   | Presidente                       | Hilario Téllez Ruiz Esparza         | Consuelo Durazo Molina           | Partido Revolucionario Institucional                                                    |
| 16 de Sep de 1958 - 15 de Sep de 1961   | Presidente                       | Juan Yñigo Johnson                  | María Luisa Corral Canalizo      | Partido Revolucionario Institucional                                                    |
| 16 de Sep de 1961 - 15 de Sep de 1964   | Presidente                       | José Martínez Bernal                | Virginia Robinson Robinson       | Partido Revolucionario Institucional                                                    |
| 16 de Sep de 1964 - 15 de Sep de 1967   | Presidente                       | Enrique Ramonet Valdez              | Yolanda Bravo                    |                                                                                         |
| 16 de Sep de 1967 - 15 de Sep de 1970   | Presidente                       | Oscar Ruiz Almeida                  | Catalina Kuraica                 | Partido Revolucionario Institucional                                                    |
| 16 de Sep de 1970 - 15 de Sep de 1973   | Presidente                       | Gaspar Zaragoza Iberri              | Elsa Gaxiola Clouthier           | Partido Revolucionario Institucional                                                    |
| 16 de Sep de 1973 - 15 de Sep de 1976   | Presidente                       | Felipe Bárcenas Santini             | María Salido Morales             | Partido Revolucionario Institucional                                                    |
| 16 de Sep de 1976 - 15 de Sep de 1979   | Presidente                       | Óscar Ulloa Nogales                 | Guillermina Cadena               | Partido Revolucionario Institucional                                                    |
| 16 de Sep de 1979 - 15 de Sep de 1982   | Presidente                       | Enrique Clausen Bustillos           | Alicia Iberri Márquez            | Partido Revolucionario Institucional                                                    |
| 16 de Sep de 1982 - 15 de Sep de 1985   | Presidente                       | Marco Antonio Llano Zaragoza        | Zulma Vielledent Ibarra          | Partido Revolucionario Institucional                                                    |
| 16 de Sep de 1985 - 15 de Sep de 1988   | Presidente                       | Marco Antonio Córdova Campa         | Guadalupe Cabrera Muñoz          | Partido Revolucionario Institucional                                                    |
| 16 de Sep de 1988 - 15 de Sep de 1991   | Presidente                       | Florentino López Tapia              | Olga León                        | Partido Revolucionario Institucional                                                    |
| 16 de Sep de 1991 - 13 de Oct de 1994   | Presidente del Concejo Municipal | Felipe de Jesús Rivadeneyra y Sauri | Julieta Pérez Villalobos         | Partido Revolucionario Institucional                                                    |
| 13 de Oct de 1994 - 15 de Sep de 1997   | Presidente                       | Edmundo Chávez Méndez               | Míriam Tellechea                 | Partido Revolucionario Institucional                                                    |
| 16 de Sep de 1997 - 30 de Abr de 1999   | Presidente                       | Sara Valle Dessens                  | Joel Mendoza                     | Partido de la Revolución Democrática                                                    |
| 30 de Abr de 1999 - 15 de Sep de 2000   | Presidente Substituto            | Vicente Pascual Rodríguez           | Alicia González                  | Partido de la Revolución Democrática                                                    |
| 16 de Sep de 2000 - 15 de Sep de 2003   | Presidente                       | Bernardino Cruz Rivas               | Inés Aída Pacheco                | Partido Acción Nacional                                                                 |
| 16 de Sep de 2003 - 12 de Mar de 2006   | Presidente                       | Carlos Ernesto Zatarain González    | Judith Nungaray Beltrán          | Partido Revolucionario Institucional                                                    |
| 13 de Mar de 2006 - 15 de Sep de 2006   | Presidente Substituto            | Jorge Luis Espada Trapero           | Raquel Cortés Murillo            | Partido Revolucionario Institucional                                                    |
| 16 de Sep de 2006 - 18 de Mar de 2009   | Presidente                       | Antonio Astiazarán Gutiérrez        | Patricia Ruibal                  | Partido Revolucionario Institucional                                                    |
| 19 de Mar de 2009 - 15 de Sep de 2009   | Presidente Substituto            | Susana Corella Platt                | Carlos M. Espriú Murillo         | Partido Revolucionario Institucional                                                    |
| 16 de Sep de 2009 - 05 de Mar de 2012   | Presidente                       | César Adrián Lizárraga Hernández    | Consuelo Albáñez                 | Partido Acción Nacional                                                                 |
| 06 de Mar de 2012 - 15 de Sep de 2012   | Presidente Substituto            | Mónica Marín Martínez               | Ricardo A. Murillo Tostado       | Partido Acción Nacional                                                                 |
| 16 de Sep de 2012 - 15 de Sep 2015      | Presidente                       | Otto Guillermo Claussen Iberri      | Ana Sofía Rubio                  | Partido Revolucionario Institucional                                                    |
| 16 de Sep de 2015 - 15 de Sep de 2018   | Presidente                       | Lorenzo de Cima Dworak              | Ángeles Salido de De Cima        | Partido Acción Nacional                                                                 |
| 16 de Sep de 2018 - 15 de Sep de 2021   | Presidenta                       | Sara Valle Dessens                  |                                  | Morena Partido del Trabajo Partido Encuentro Social Coalición "Juntos Haremos Historia" |
| 16 de Sep de 2021 - 15 de Sep de 2024   | Presidenta                       | Karla Córdova González              |                                  | Movimiento Regeneración Nacional                                                        |
| 16 de Sep de 2024 -                     | Presidenta                       | Karla Córdova González              |                                  | Morena PVEM PT PNA Sonora PES Sonora                                                    |